# Almir de Souza Fraga
Almir de Souza Fraga, conegut com a Almir, (Porto Alegre, Brasil, 26 de març de 1969) és un futbolista brasiler que disputà cinc partits amb la selecció del Brasil.
| Estadístiques amb la Selecció de Brasil | Estadístiques amb la Selecció de Brasil | Estadístiques amb la Selecció de Brasil |
| Anys                                    | Partits                                 | Gols                                    |
| --------------------------------------- | --------------------------------------- | --------------------------------------- |
| 1990                                    | 1                                       | 0                                       |
| 1991                                    | 1                                       | 0                                       |
| 1992                                    | 0                                       | 0                                       |
| 1993                                    | 3                                       | 0                                       |
| Total                                   | 5                                       | 0                                       |